# Afaia

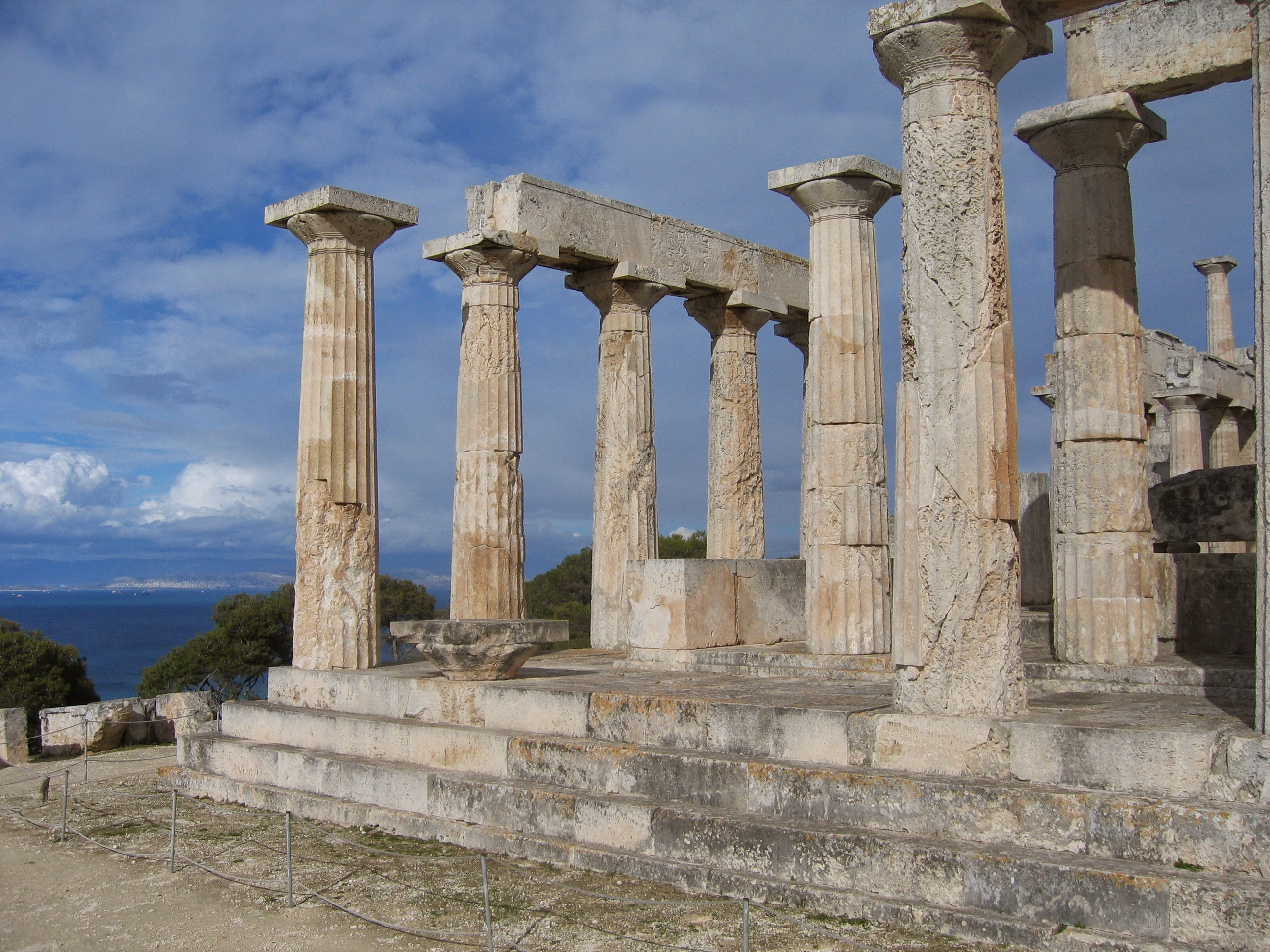
Resterna av Afaiatemplet på Egina.

Afaia var en grekisk lokalgudinna som dyrkades på ön Egina i egeiska havet, där Afaiatemplet uppfördes till hennes ära. Hon var troligen ursprungligen en lokal fruktbarhetsgudinna, och hennes kult kan spåras till 1400 f.Kr. Så småningom kom hon dock att identifieras med gudinnorna Athena och Artemis, och på 100-talet beskrevs hon av Pausanias som då helt identifierade henne med Britomartis. Afaia är mest känd som gudomen till vars ära det berömda Afaiatemplet uppfördes på 700-talet f.Kr. 